# Via Panatenaica

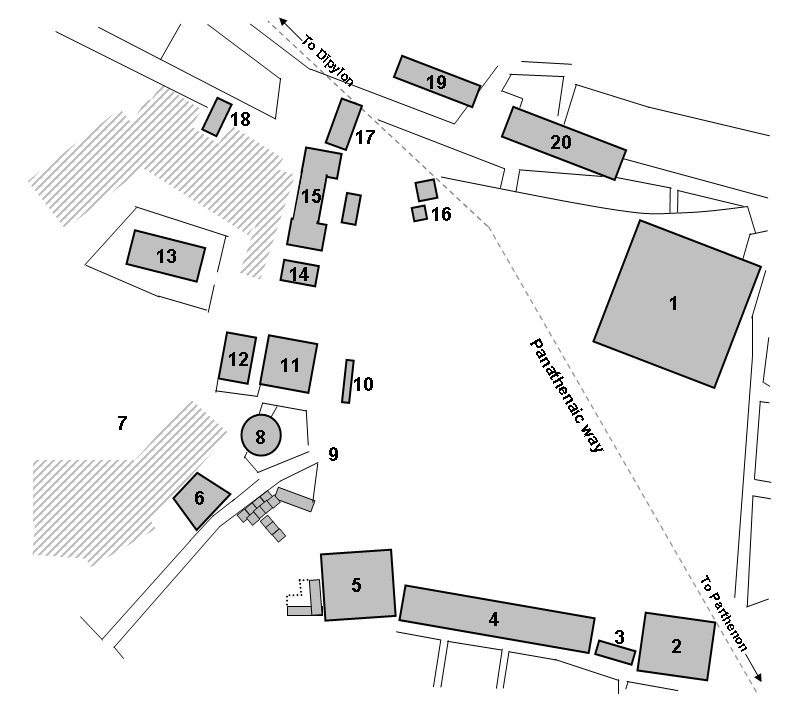
La via panatenaica presso l'agorà di Atene

La via Panatenaica era una strada di Atene lungo la quale si svolgevano processioni in occasione delle feste Panatenee, commemorative della fondazione della città da parte di Teseo mediante il sinecismo (raggruppamento) di più villaggi. 

## Storia

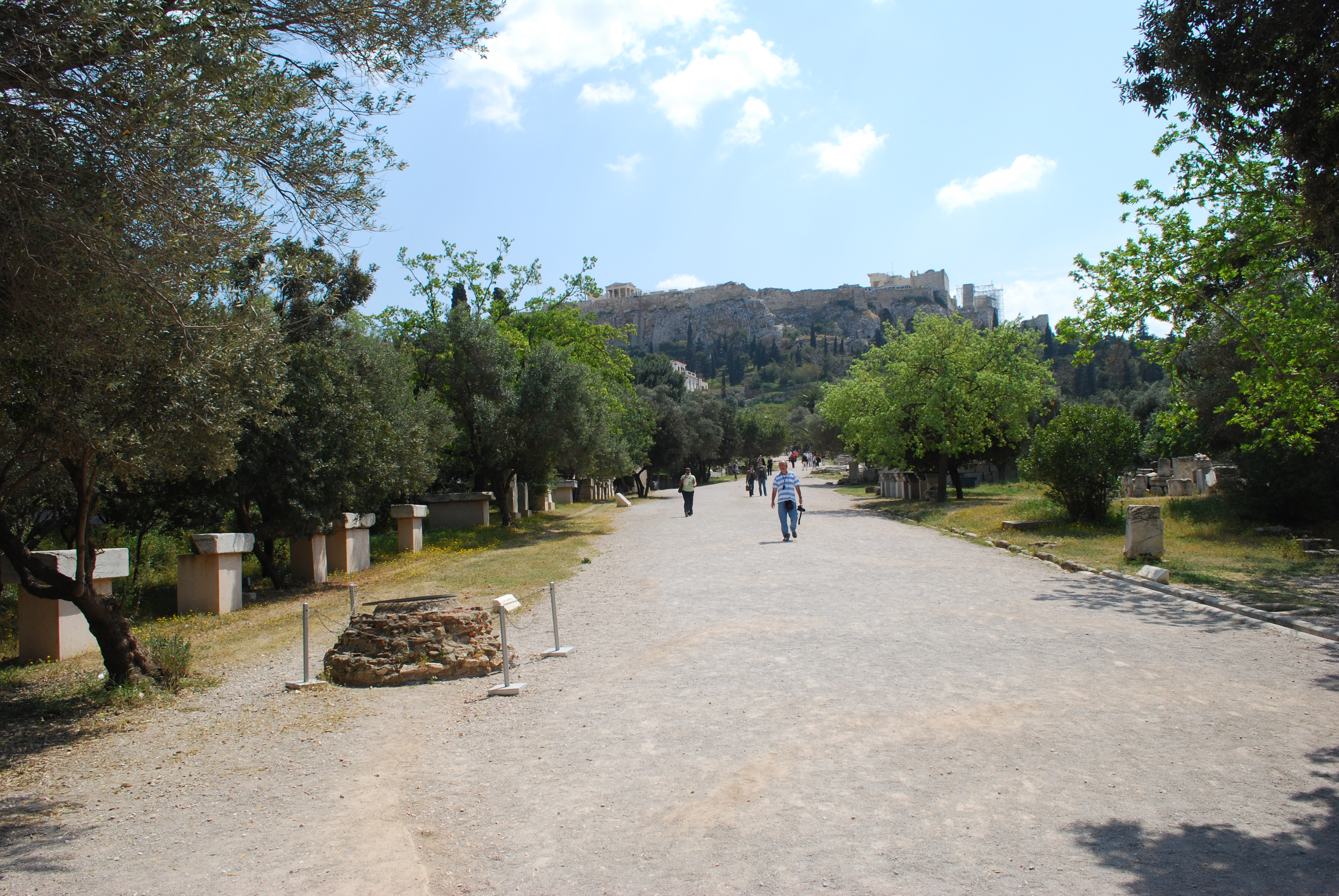
Via Panatenaica

Fino all'arcontato di Ippocleide (566-565 a.C.) le Panatenee erano feste annuali che si celebravano dal 24 al 28 del mese di Ecatombeone (8-12 agosto); dopo questa data furono istituite altre feste dette le Grandi Panatenee (per distinguerle dalle precedenti che presero il nome di Piccole Panatenee), che si svolgevano ogni quattro anni dal 21 al 29 del mese di Ecatombeone (5-13 agosto). Il rito principale di entrambe le festività erano proprio le processioni che, percorrendo la via Panatenaica, partivano dal quartiere del Ceramico, si fermavano poi in tutti i punti sacri più importanti della città, tra i quali l'agorà di Atene, e infine salivano fin sull'Acropoli di Atene.
Anche oggi la strada risulta percorribile e tracciata.